# Cyclotoma indiana
Cyclotoma indiana es una especie de coleóptero de la familia Endomychidae.

## Distribución geográfica
Habita en Sikkim, Assam y la isla de Formosa.